# Bertha Benz
Bertha Ringer Benz (; Pforzheim, 3 maggio 1849 – Ladenburg, 5 maggio 1944) è stata una pioniera dell'automobile tedesca.
Moglie e socia in affari dell'inventore dell'automobile Karl Benz, nel 1888 è stata la prima persona in assoluto a guidare un'automobile sulla lunga distanza e, nel fare questo, portò la Benz Patent-Motorwagen all'attenzione del mondo. Per questo motivo nel 2016 è stata inserita nell'Automotive Hall of Fame.

## Biografia
Bertha Ringer nacque il 3 maggio 1849 da una facoltosa famiglia di Pforzheim, nel Granducato di Baden; il padre era il mastro falegname Karl Friedrich Ringer, la madre si chiamava Auguste Friederike.
Conobbe Karl Benz il 27 giugno 1869 durante un'escursione organizzata dal club "Eintracht", quando lui, che all'epoca era un ingegnere senza un soldo, salì sulla carrozza di Bertha e della madre e iniziò a esporre le sue idee riguardo a delle carrozze che si muovevano "senza cavalli".
Bertha era determinata nel voler sposare Karl Benz, tanto che, ancora prima del loro matrimonio, avvenuto nel 1872, per quasi due anni investì la sua dote nella compagnia del futuro marito. Fu proprio il fatto che fosse una donna non sposata che le diede il diritto di farlo: una volta sposata, infatti, secondo la legge tedesca dell'epoca, una donna perdeva ogni diritto di agire come investitore.
Karl finì il proprio lavoro sul primo modello di quella che oggi chiamiamo automobile nel dicembre 1885. Bertha contribuì moltissimo al design della "Motorwagen", ad esempio isolando i fili e inventando le pastiglie di pelle del freno a supporto di quelle in legno, nel caso queste non bastassero. Inoltre identificò moltissime aree di miglioramento, come ad esempio l'alimentazione della benzina, che in seguito Karl migliorò. Il fatto che fosse una donna sposata le impedì di ottenere brevetti delle proprie invenzioni, che di fatto vennero quindi attribuite a Karl. Oltre a questi contributi, non si può non menzionare il continuo supporto finanziario e morale che Bertha diede al marito.
Bertha e Karl ebbero cinque figli: Eugen (1873-1958), Richard (1874-1955), Clara (1877-1968), Thilde (1882-1974) ed Ellen (1890-1973).

## Il primo viaggio in automobile

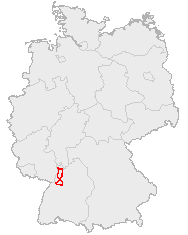
Percorso della Bertha Benz Memorial Route segnato sulla mappa della Germania: da Mannheim via Heidelberg e Wiesloch fino a Pforzheim e ritorno – percorso ufficiale culturale che commemora il suo viaggio del 1888

Il 29 gennaio 1886, dopo anni di duro lavoro, Karl Benz registrò il brevetto per la prima automobile. Però nessuno sembrava interessato all'acquisto. Per Karl cominciò un periodo di sconforto e depressione e per Bertha questa fu la spinta a intraprendere, il 5 agosto 1888, il primo viaggio in automobile della storia.
Berta, allora trentanovenne, venne accompagnata dai due figli Eugen e Richard, che all'epoca avevano rispettivamente quindici e tredici anni, in un viaggio di circa 106 km (66 miglia) da Mannheim a Pforzheim, ufficialmente per "andare a trovare sua madre". Lo scopo reale del viaggio era la pubblicizzazione dell'automobile inventata da Benz e la dimostrazione che la macchina nella quale entrambi avevano investito e sognato tanto era effettivamente un mezzo di trasporto conveniente e promettente per il grande pubblico. Con tale prova, Bertha voleva reinfondere coraggio al marito e dimostrargli che il mancato successo era solo dovuto a una cattiva pubblicità del mezzo.
Bertha prese l'automobile "Modello III" senza dir nulla al marito, rubandogli la "patente di guida" (che all'epoca era solo un foglietto firmato dal Granduca di Baden che autorizzava Karl a utilizzare il suo veicolo sulle strade del Granducato) e, partendo con i due figli all'alba, spinse l'auto per le prime centinaia di metri per evitare che il rumore potesse svegliare il marito e fargli capire cosa stavano facendo.
Il viaggio fu tutt’altro che confortevole: più di 100 km di strade non asfaltate, pensate per carrozze trainate da cavalli al più, senza indicazioni stradali e senza rifornimenti di benzina. Per quello, Bertha dovette fermarsi spesso a comprare l'etere di petrolio, un solvente petrolifero che serviva per far funzionare il motore (la capacità di rifornimento di questo primo modello di auto era, tra l'altro, di soli 4,5 litri). Questo solvente era disponibile nelle farmacie e la prima tappa usata per fare rifornimento fu la farmacia della città di Wiesloch, che è tutt'oggi considerata la prima "stazione di rifornimento" del mondo.

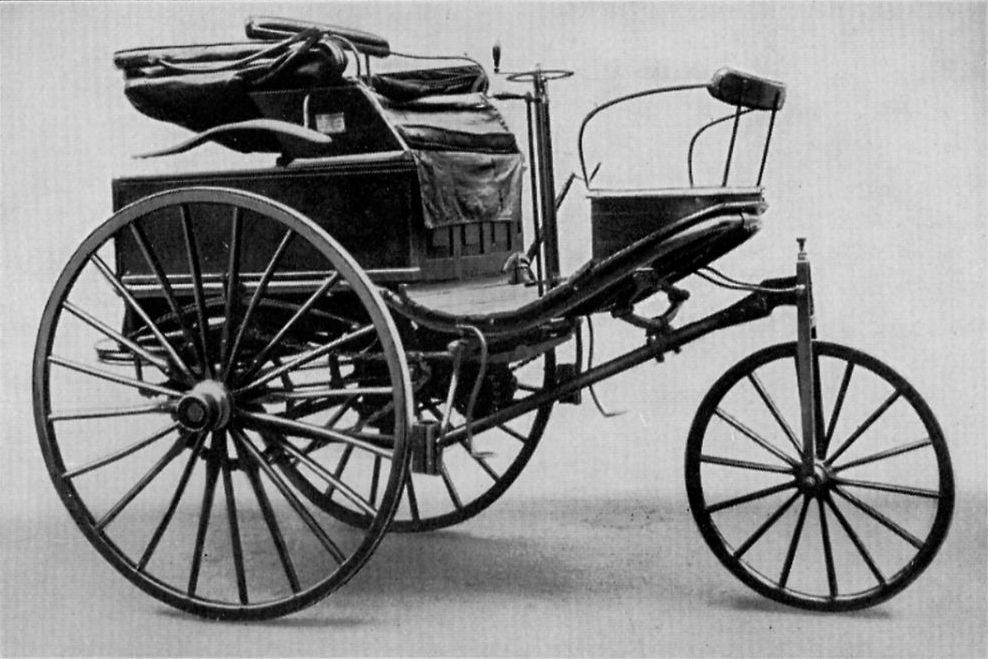
La Benz Patent Motorwagen n. 3 del 1886 utilizzata da Bertha Benz per il suo viaggio in automobile

Durante il viaggio ebbe modo di constatare e annotare ciò che aveva bisogno di miglioramenti. Lei stessa trovò accorgimenti per superare i disagi dovuti a piccoli incidenti di percorso: ad esempio, dovette sbloccare l'alimentazione della benzina con il fermaglio del suo cappello e usare la propria giarrettiera come materiale isolante. Un maniscalco la aiutò a riparare una catena e, quando i freni in legno iniziarono a cedere, Bertha si fermò da un ciabattino per sostituirli con dei freni in pelle. Il sistema di refrigerazione a evaporazione causò non pochi problemi, tanto che il trio dovette provvedere al rifornimento di acqua per questo sistema a ogni sosta. Le sole due marce che la macchina aveva a disposizione non erano sufficienti per affrontare le salite e dunque i figli dovettero spesso spingere la macchina sui dislivelli.
Quando arrivarono dalla madre era sera e Bertha mandò un telegramma al marito per informarlo del successo del viaggio. Tornò a Mannheim qualche giorno dopo, facendo una strada diversa da quella di andata.
Il viaggio attirò moltissima attenzione: in Germania e nel resto del mondo i giornali pubblicarono la notizia del viaggio, facendo sì che l'auto fosse effettivamente vista come un mezzo di trasporto che poteva competere con treni e cavalli (all'epoca, gli unici due mezzi di trasporto che garantivano una connessione tra città a centinaia di chilometri di distanza entro qualche decina di ore). 
Inoltre, dopo il viaggio, Bertha riferì a Karl tutti i problemi occorsi, in modo da prevedere delle migliorie per affrontarli, come l'introduzione di un ulteriore cambio, più corto, per percorrere i tratti in salita, o freni in pelle per aumentare la potenza di frenata.

## Omaggi
Nel 2008 la Bertha Benz Memorial Route è stata ufficialmente riconosciuta come strada di eredità industriale dell’umanità, perché segue il tragitto del primo viaggio mai percorso in automobile. Oggi è possibile seguire quel percorso di 194 km partendo da Mannheim fino a Pforzheim e ritorno.
La Bertha Benz Challenge, inserita nell'ambito della cerimonia dell'Automobile Summer 2011, il grande evento ufficiale tedesco e la festa di compleanno che commemora l'invenzione dell'automobile da parte dei coniugi Benz oltre 135 anni fa, si è svolta sulla Bertha Benz Memorial Route il 10 e 11 settembre 2011. Si è trattato di un segnale visibile a livello globale per le nuove scoperte automobilistiche, aperto solo alla mobilità sostenibile: veicoli orientati al futuro con sistemi di propulsione alternativi, cioè ibridi ed elettrici, a idrogeno e a celle a combustibile, e altri veicoli estremamente economici, secondo il motto "Bertha Benz Challenge – Mobilità sostenibile sulla strada automobilistica più antica del mondo!".
Il 25 gennaio 2011 Deutsche Welle (DW-TV) ha trasmesso in tutto il mondo, nella sua serie Made in Germany, un documentario televisivo sull'invenzione dell'automobile da parte dei Benz, mettendo in evidenza il ruolo molto importante della moglie. Il reportage non si è limitato alla storia dell'automobile, ma ha gettato uno sguardo anche sul suo futuro, mostrando il Bertha Benz Challenge del 10 e 11 settembre 2011.
Il documentario The Car is Born, prodotto da Ulli Kampelmann, è incentrato sul primo viaggio su strada di Bertha Benz.

In onore della Giornata internazionale della donna del 2019, la casa automobilistica tedesca Daimler ha commissionato uno spot pubblicitario di quattro minuti che racconta alcune parti del viaggio di Bertha Benz del 1888. Lo spot è stato creato dall'agenzia pubblicitaria berlinese Antoni (la principale agenzia europea per Mercedes-Benz) e diretto da Sebastian Strasser attraverso la sua casa di produzione, Anorak Film.